# بوبيسي
بوبيسي( بالنابولية: Pupìsë) هي بلدية في مقاطعة بنبنت في منطقة كامبانية الإيطالية ، على بعد حوالي 50 كيلومتر (31 ميل) شمال شرق نابولي وحوالي 12 كيلومتر (7.5 ميل) شمال غرب بنبنت. تغطي حوالي 9.0 كيلومتر مربع (3.5 ميل2) . بلغ عدد سكانها 1629 اعتبارا من 1 يناير.
تقع على حدود البلديات التالية: بونتي وسان لورينزو ماجوري وتوريكوسو وفيتولانو.